# Groeten uit 19xx
Groeten uit 19xx is een Nederlands televisieprogramma dat uitgezonden werd door RTL 4. Het programma was gebaseerd op het Belgische programma Groeten uit.... De presentatie van het eerste seizoen was in handen van Kasper van Kooten. Vanaf het tweede seizoen werd het gepresenteerd door Natasja Froger omdat van Kooten van RTL moest stoppen met het programma om plaats te maken voor iemand met een vast contract, zij was in het eerste seizoen als deelnemer te zien.
In het programma keren bekende Nederlanders met hun gezin terug naar het jaar dat de hoofdgast 12 jaar oud was. De programmanaam past zich aan naar het jaartal van de bewuste aflevering. Ondanks dat RTL het programma Groeten uit 19xx noemde, staat  in seizoen 2 het jaartal 2003 in een aflevering centraal (Roy Donders is geboren in 1991 en werd dus in 2003 12 jaar oud).

## Format
In het programma gaat een bekende Nederlander met zijn gezin terug naar een jaartal waarin zij zelf als 12-jarig kind zijn opgegroeid. Het gezin moet alle hedendaagse technieken zoals telefoons en tablets inleveren bij de presentator waarna ze zich om moeten kleden naar de kledij van vroeger en in een auto vanuit diezelfde tijd vertrekken ze naar hun nieuwe huis. Hierbij moeten ze gebruik maken van navigatietechnieken en wegenkaarten uit het betreffende jaar. Ze mogen dus geen modern navigatiesysteem gebruiken. Dit huis is compleet ingericht naar de stijl van het jaartal dat in hun aflevering centraal staat, hier brengt het gezin een weekend door terwijl zij gevolgd worden door camera's.
Het gezin gaat tijdens dit weekend spelletjes doen en ze ondernemen uitjes vanuit het betreffende jaartal.  Hiervoor gebruiken ze onder andere de auto waarmee ze naar het huis zijn gegaan en ook andere vervoermiddelen uit het jaar van de aflevering zoals paard en wagens, stoomtreinen, oude trams en oude fietsen. Tevens lezen ze kranten, luisteren ze naar muziek en kijken ze naar de bekende televisieprogramma's allemaal uit het jaartal waarin het gezin zich nu voordoet. De televisieprogramma's worden hierbij ook nog gekeken op een tv-toestel uit het betreffende jaar en afhankelijk van het jaar van de aflevering worden ze vertoond in zwart-wit of in kleur. Ook voor het luisteren naar muziek wordt apparatuur uit het betreffende jaar gebruikt, zoals bv. oude platenspelers, band- of cassetterecorders, oude radio's en walkmans. Elke aflevering wordt ook muzikaal omlijst met nummers uit het jaar van de betreffende aflevering.

## Seizoenen
Hieronder een overzicht van de seizoenen van het programma met uitzenddatum, het jaartal dat centraal staat per aflevering en de bekende Nederlander met zijn / haar gezin: wanneer meerdere mensen uit het gezin een artikel hebben op Wikipedia zijn deze genoemd.

### Seizoen 1
| Afl. | Uitzenddatum     | Jaar | Bekende Nederlander met gezin              | Kijkcijfers |
| ---- | ---------------- | ---- | ------------------------------------------ | ----------- |
| 1    | 10 januari 2018  | 1972 | René Froger & Natasja Froger, Danny Froger | 1.077.000   |
| 2    | 17 januari 2018  | 1984 | Tooske Ragas & Bastiaan Ragas              | 940.000     |
| 3    | 25 januari 2018  | 1980 | Leontien van Moorsel                       | 778.000     |
| 4    | 31 januari 2018  | 1986 | Frans Bauer & Mariska Bauer                | 1.271.000   |
| 5    | 7 februari 2018  | 1973 | Henkjan Smits                              | 861.000     |
| 6    | 14 februari 2018 | 1982 | Danny de Munk                              | 1.024.000   |
| 7    | 21 februari 2018 | 1979 | Tanja Jess & Charly Luske                  | 1.015.000   |

### Seizoen 2
| Afl. | Uitzenddatum     | Jaar | Bekende Nederlander met gezin                 | Kijkcijfers |
| ---- | ---------------- | ---- | --------------------------------------------- | ----------- |
| 1    | 24 januari 2019  | 1970 | Xandra Brood, Lola Pop Brood, Holly Mae Brood | 835.000     |
| 2    | 31 januari 2019  | 1988 | Klaas van der Eerden                          | 874.000     |
| 3    | 7 februari 2019  | 1965 | Hans Kazàn                                    | 807.000     |
| 4    | 14 februari 2019 | 1985 | Xander de Buisonjé                            | 737.000     |
| 5    | 21 februari 2019 | 1991 | Frans Duijts                                  | 810.000     |
| 6    | 28 februari 2019 | 2003 | Roy Donders                                   | 652.000     |
| 7    | 14 maart 2019    | 1983 | Bibian Mentel                                 | 754.000     |